# رادوونیتسا
رادوونیتسا (به صربی: Radovnica) یک منطقهٔ مسکونی در صربستان است که در ترگوویشته واقع شده‌است. رادوونیتسا ۹۹۸ نفر جمعیت دارد.